# Geschichte der Juden in der Wiener Leopoldstadt

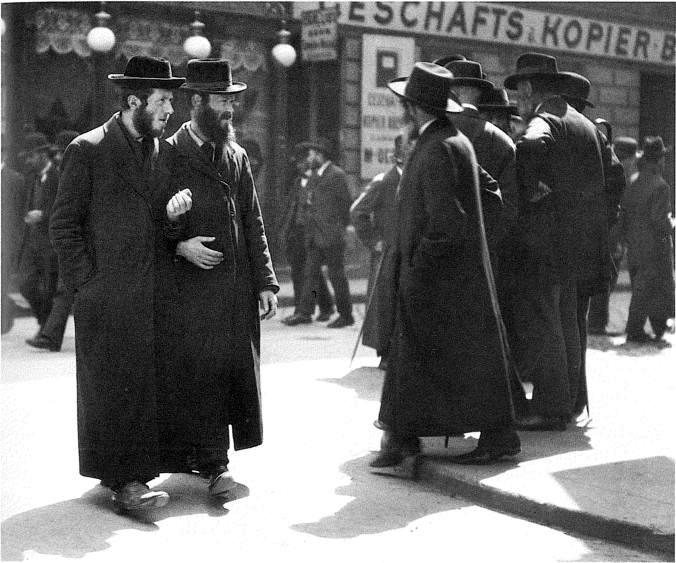
Streng orthodoxe Juden am Karmeliterplatz, 1915

Dieser Artikel behandelt das Leben der jüdischen Bevölkerung, beginnend mit der Gründung des Judenghettos im „Unteren Werd“, der späteren Wiener Vorstadt Leopoldstadt, die seit 1850 der 2. Wiener Gemeindebezirk ist.

## Ghetto im „Unteren Werd“

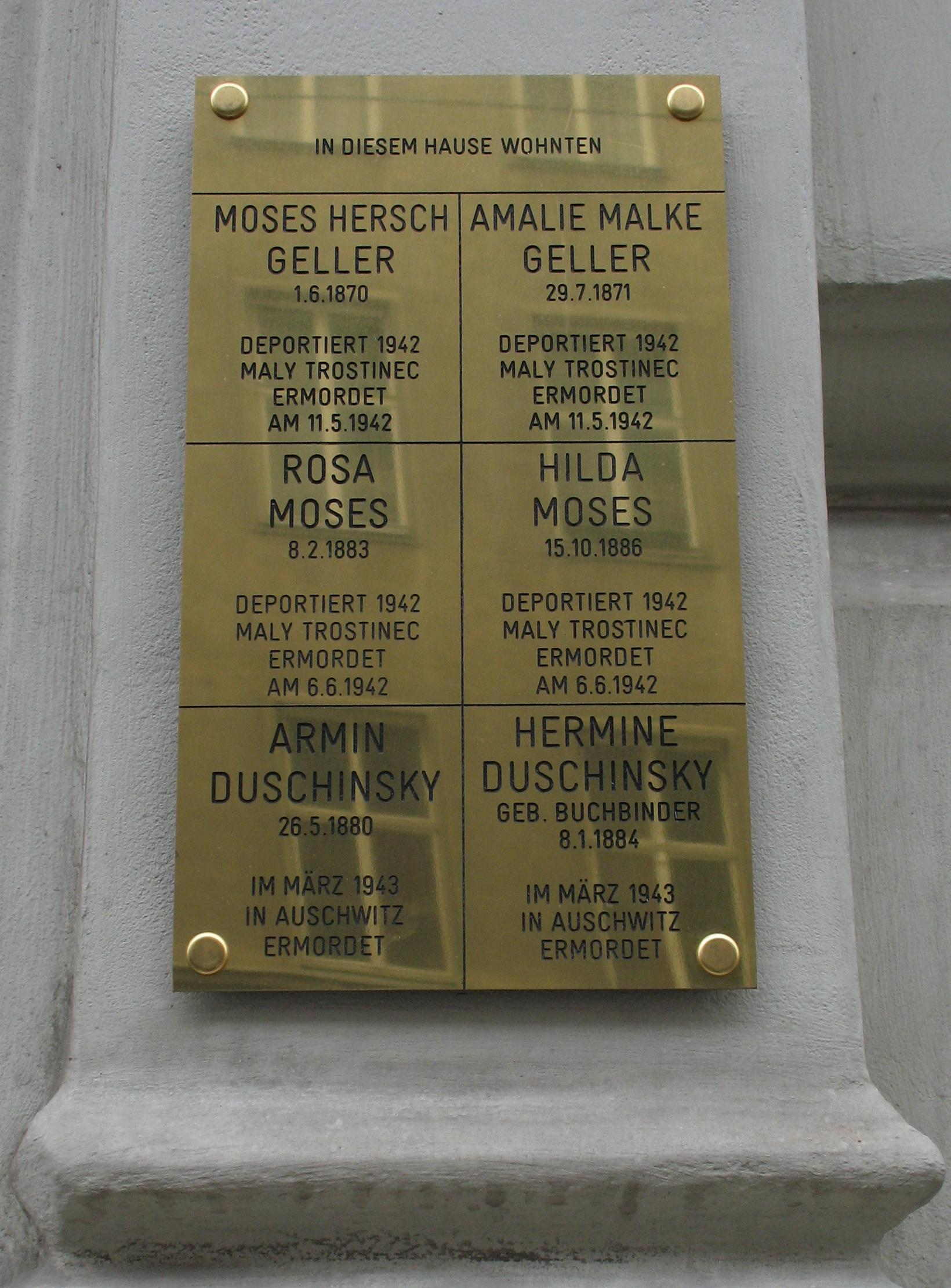
Gedenktafel in der Großen Pfarrgasse

Das Ghetto im Unteren Werd in der heutigen Leopoldstadt wurde 1624 gegründet und existierte bis zur Vertreibung der Wiener Juden 1670. Zuvor hatten die Juden in Wien seit dem 12. Jahrhundert unter dem dort herrschenden Antijudaismus gelitten. Immer dann, wann die Stadt Wien Geld brauchte, hatte die jüdische Bevölkerung im Ghetto Beitragszahlungen zu leisten. Das Ghetto wurde infolge einer Siedlungskrise nach dem Dreißigjährigen Krieg gegründet.
Im 16. Jahrhundert wurde der Besitz von Juden enteignet, worauf die Idee entstand, diese im „Unteren Werd“ anzusiedeln. Im Jahr 1626 wurde eine Heide hinter dem Karmeliterkloster an die jüdische Gemeinde verpachtet. Dieses Areal liegt im heutigen Karmeliterviertel.
Bis 1669 wurden 136 Häuser auf dem Gebiet errichtet, darunter zwei Synagogen („Alte Synagoge“ und „Neue Synagoge“). Außerdem gab es ein Gemeindehaus, ein Krankenhaus, ein Wachhaus und mehrere Bildungszentren. Außerhalb des Ghettos waren die Ärzte sehr angesehen, auch das Studierhaus erhielt Anerkennung. Im Laufe der Zeit führten schlechte sanitäre Verhältnisse zu Massenerkrankungen an Pest, Typhus und Pocken, außerdem kam es zur Verfolgung durch Christen.
Nach der Beschuldigung eines „Ritualmordes“ artete die Situation im Ghetto aus: Mehrmalige Überfälle, Verwüstungen vieler Anlagen und Brände schockierten die jüdische Bevölkerung. Ab 26. Juni 1668 war es den im Ghetto lebenden Juden verboten, das Gebiet zu verlassen. Nach der Austreibung von Juden aus der Leopoldstadt am 25. Juli 1670 durch Anordnung von Kaiser Leopold I., welche gleichzeitig die Stadt Wien verpflichtete, dieses Areal anzukaufen, wurde die Neue Synagoge niedergerissen und an ihrer Stelle die Leopoldskirche in der Großen Pfarrgasse errichtet. Dies war eine Auflage des Kaisers an die Gemeinde Wien, welche das auch finanzieren musste. Dieser Teil der Leopoldstadt wurde somit der erste Stadtteil von Wien außerhalb der bisherigen Stadtmauern.

## Tolerierung von Juden und kultureller Aufschwung

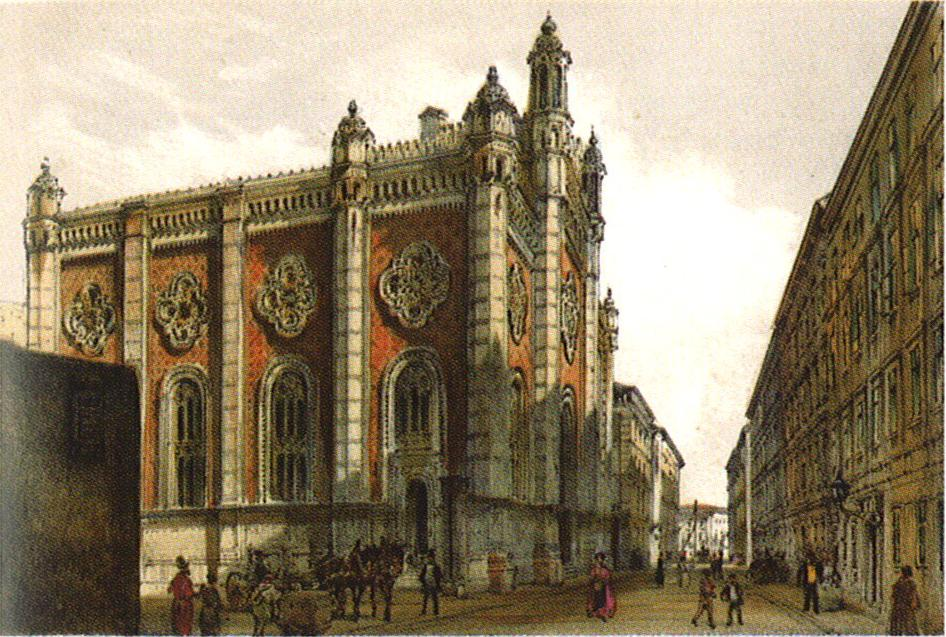
Der Leopoldstädter Tempel oder Große Tempel, nach Rudolf von Alt

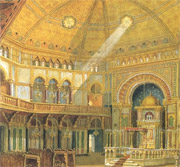
Innenansicht des Türkischen Tempels, nach einem Aquarell von Franz Reinhold 1890

Leopold I. hielt sich nach einigen Jahren nicht mehr an sein eigenes „Judenverbot“. Einige Jahre vor seinem Tod berief er die Hoffaktoren Samuel Oppenheimer und Samson Wertheimer zurück in die Stadt Wien. Um 1700 durften zehn privilegierte jüdische Familien in Wien leben.
1764 erließ Maria Theresia eine Judenordnung, allerdings wurden osmanischen Sepharden mehr Rechte zugesprochen, da sie erst von Spanien ins Osmanische Reich und dann nach Österreich kamen und sie somit als Untertanen des Sultans keinen Beschränkungen unterlagen.
Mit der Schaffung der Toleranzpatente ab 1781 von Joseph II. erhielten zunächst Protestanten, 1782 auch Juden größere Freiheiten. Nach der Märzrevolution 1848 fielen sämtliche Arbeits- und Wohnbeschränkungen. In dieser Zeit war bereits ein Drittel der Einwohner der Leopoldstadt jüdisch. Der Grund dafür war, dass mit der neuen Nordbahn auch Juden aus anderen Teilen der Monarchie nach Wien kamen. Ein großer Teil des jüdischen Bürgertums zog in die Praterstraße, Arbeiter und Handwerker wohnten in Seitengassen.
1858 wurde die größte Synagoge Wiens, der „Große Tempel“ in der Tempelgasse eingeweiht. In der Malzgasse (ehemals Bräuhausgasse) befand sich ab 1862 der „Israelische Tempel- und Schulverein Hadas“. Dieser stellte eine private Ganztagsschule dar. Ihr heutiger Name ist Talmud Thora-Schule. Machsike Hadass ist ein Kindergarten für Mädchen und Knaben sowie eine Hauptschule für Knaben und dient den erzieherischen Bedürfnissen der Orthodoxie. Der Schwerpunkt dieser Ganztagsschule liegt auf der Vermittlung der traditionellen religiösen Gegenstände und der Vorbereitung zum Besuch einer Jeschiwa.
In weiterer Folge entstand 1887 der „Türkische Tempel“ in der heutigen Zirkusgasse (ehem. Große Fuhrmannsgasse), 1893 die „Polnische Schul“ in der heutigen Leopoldsgasse (ehem. Strafhausgasse), sowie 1913 der „Kaiser-Franz-Josephs-Huldingungstempel“, die allesamt als Betsäle dienten. Auch Kaffeehäuser wurden an Feiertagen als Gebetsort verwendet, da die Tempel zumeist überfüllt waren.

## Erster Weltkrieg und Zwischenkriegszeit

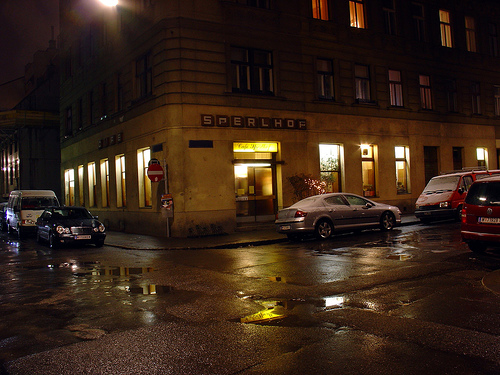
Das „Cafe Sperlhof“ in der Großen Sperlgasse im Karmeliterviertel wurde als jüdischer Künstlertreffpunkt gegründet

Mit dem Ausbruch des Ersten Weltkriegs 1914 flüchteten Massen von Juden nach Wien. Die Zahl der jüdischen Flüchtlinge betrug je nach Schätzung zwischen 50.000 (damalige Polizeiangaben) und 70.000 (laut Arbeiter-Zeitung), von denen etwa 25.000 in Leopoldstadt blieben. In dieser Zeit wurde der Beiname „Mazzesinsel“ für Leopoldstadt geläufig. Es bildeten sich mehrere Vereine zur Unterstützung der Flüchtlinge. Der große Zuzug durch Juden stellte sich nach einigen Jahren als Problem heraus. Landeshauptmann Albert Sever ordnete an, alle jüdischen Flüchtlinge abzuschieben. Dies wurde nicht durchgeführt, allerdings bildeten sich immer größere antisemitische Strömungen innerhalb Wiens.
Nach dem Ersten Weltkrieg lebten 180.000 Juden in Wien, ein Drittel davon in Leopoldstadt, was fast die Hälfte der Bezirksbevölkerung ausmachte. Besonders auf der Ferdinandstraße lebten fast nur mehr Sepharden (darunter die spätere Ehefrau des Schriftstellers Elias Canetti). Im Verlauf der 1920er-Jahre verstärkte sich die soziale Zweiteilung: Dem reichen Bürgertum stand die ärmere Bevölkerungsschicht gegenüber, die zumeist Schlosser, Bäcker oder gar Arbeitslose bildeten. Der politische Zionismus und somit der Wunsch nach einem eigenen jüdischen Staat fand vor allem in der armen Bevölkerungsschicht Anhänger.
Mit der Politik der im „Roten Wien“ vorherrschenden Sozialdemokratischen Arbeiterpartei unzufrieden, bildete sich die „Jüdische Nationale Partei“, die ab 1919 bei den Nationalratswahlen antrat und in der Leopoldstadt vergleichsweise erfolgreich war. Nach 1927 wurde Leopoldstadt einer der ersten Bezirke, in dem sich nationalsozialistische Gruppen formierten. 1929 zerstörten Nazis das „Café Produktenbörse“, welches oft von Juden besucht wurde. Während eines jüdischen Gottesdienstes wurde das „Café Sperlhof“ verwüstet.

## „Anschluss“ und Zweiter Weltkrieg

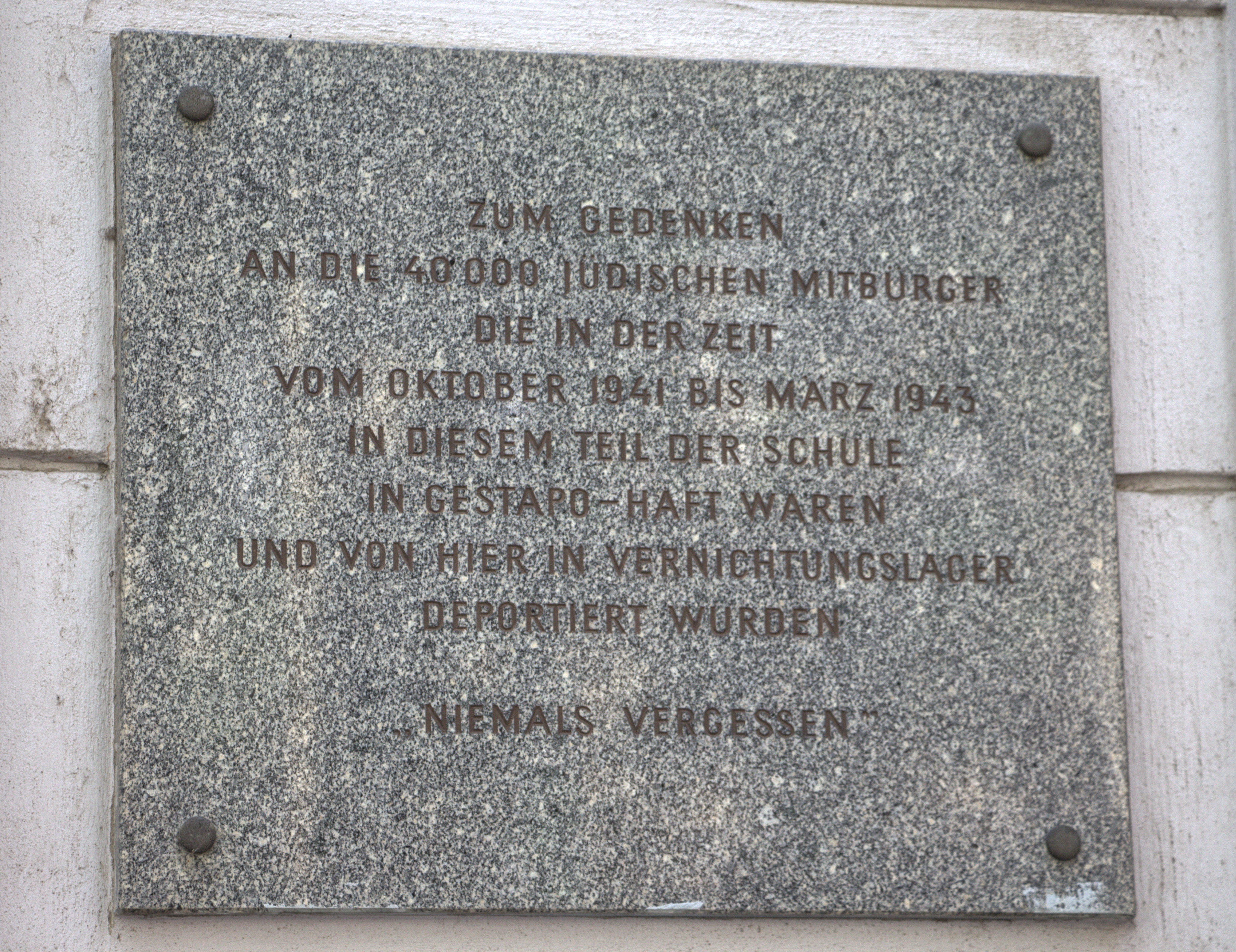
Gedenktafel an der Schule in der Kleine Sperlgasse

Nach dem Anschluss Österreichs am 13. März 1938 an das nationalsozialistische Deutsche Reich erfolgten am 9./10. November die „Novemberpogrome 1938“, von denen auch der Bezirk Leopoldstadt betroffen war. Viele jüdische Einrichtungen und Kultstätten wurden zerstört. Besonders gravierend waren die Auswirkungen auf die Synagogen: der wichtigste Tempel in der heutigen Tempelgasse wurde durch die Pogrome vernichtet. Heute erinnert eine Gedenktafel am Desider-Friedmann-Hof in der Ferdinandstraße an die Verwüstungen.
Ende Februar 1941 wurde die jüdische Schule in der Kleine Sperlgasse geschlossen und alle Kinder in Konzentrationslager abtransportiert. In der Förstergasse 7 versteckten sich neun Juden in einem Keller, bis sie am 12. April 1945 – kurz vor der Befreiung Wiens – von der SS ermordet wurden.

## Nachkriegszeit

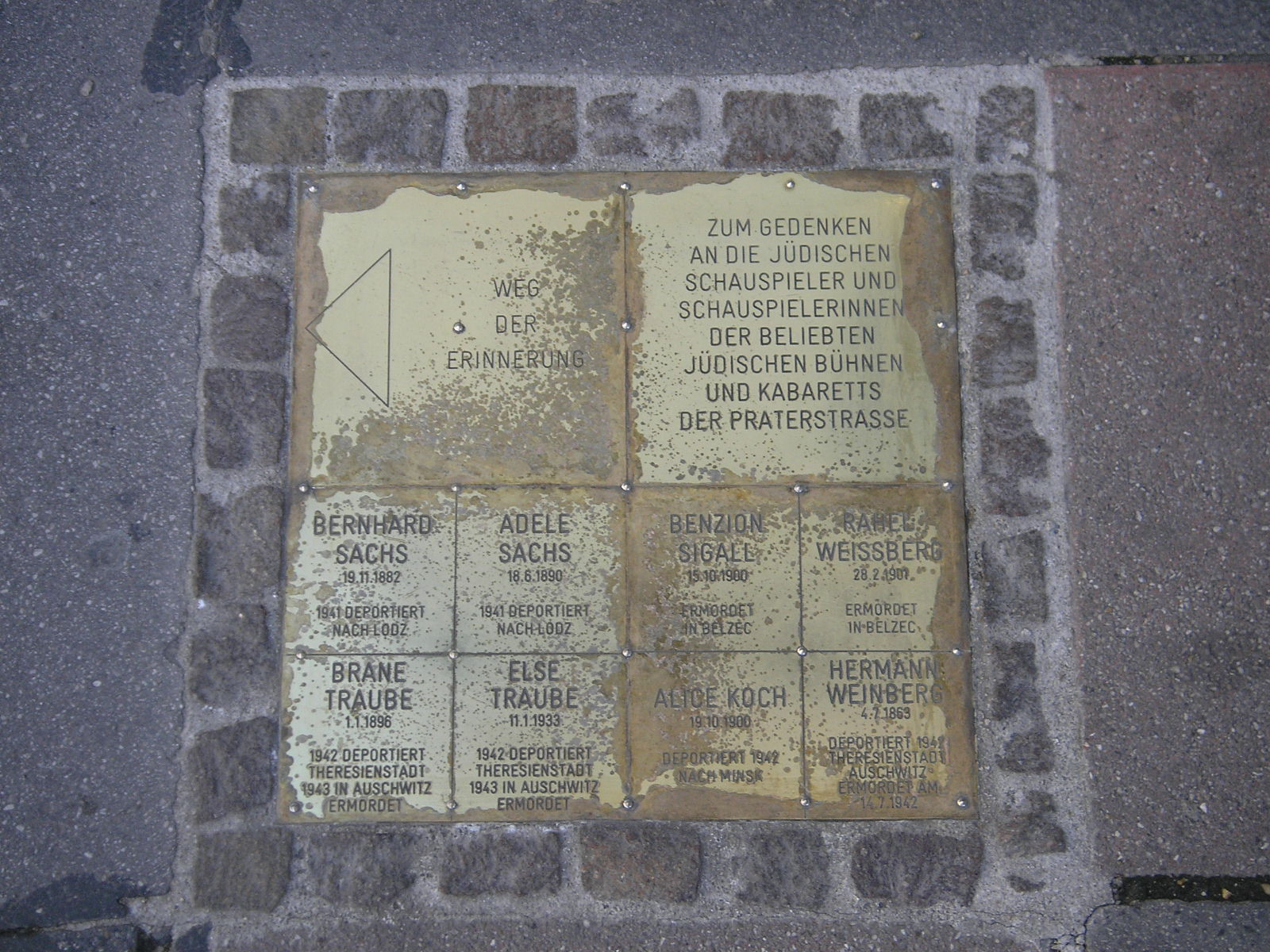
Die „Steine der Erinnerung“ zum Gedenken an die ermordeten Schauspieler der Praterstraße

Heute leben wieder mehr als 10.000 Juden in der Leopoldstadt. Vor 1938 waren es dort insgesamt 60.000. Einige überlebten den Krieg im Konzentrationslager oder im Untergrund, andere konnten auswandern. Der Großteil der heute in Wien ansässigen Juden sind Zuwanderer, so aus Ungarn, der Tschechoslowakei und der Sowjetunion. Auch haben sich Nachkommen emigrierter Juden wieder in Wien angesiedelt. „Steine der Erinnerung“, ähnlich wie die Stolpersteine in Deutschland, wurden an verschiedenen Orten im zweiten Bezirk als Mahnmal gesetzt.